# Ligia Pérez Cruz
Ligia Lucina Pérez Cruz (Ciudad de México, 1966) es una bióloga mexicana. Se ha especializado en ciencias del mar (oceanografía geológica). Ha realizado estudios sobre la variabilidad climática y oceánica. Fue presidenta de la Unión Geofísica Mexicana (UGM) de 2017 a 2019. Desde 2020 es coordinadora de las Plataformas Oceanográficas de la  Universidad Nacional Autónoma de México (UNAM).

## Trayectoria

### Estudios y docencia
Cursó la licenciatura en biología en la Facultad de Ciencias de la UNAM y realizó su doctorado en ciencias oceánicas (oceanografía geológica) en esta misma casa de estudios. Ha sido docente en la Facultad de Ciencias, el Instituto de Ciencias del Mar y Limnología y el Posgrado en Ciencias de la Tierra de su alma mater y es investigadora titular "B" del Instituto de Geofísica de la UNAM.

### Investigadora y académica
Además de colaborar para el Instituto de Geofísica de la UNAM, es investigadora nivel II del Sistema Nacional de Investigadores (SNI). Entre sus áreas de investigación destacan los estudios de variabilidad climática y oceánica, procesos oceánicos, mecanismos y teleconexiones. La investigación es inter y multidisciplinaria, utilizando diferentes herramientas de micropaleontología, geoquímica, isótopos, magnetismo de rocas, sedimentología, batimetría multihaz, perforación y extracción de núcleos. Ha participado en las expediciones de perforación del International Ocean Discovery Program (IODP) y el International Continental Scientific Drilling Program (ICDP). En 2019 participó en la Expedición IODP 385 (IODP JOIDES Resolution) en la Cuenca de Guaymas en el Golfo de California, estudiando la evolución, procesos y dinámica de la Cuenca de Guaymas. También está involucrada en los proyectos sobre el cráter de Chicxulub en la plataforma de Yucatán y la extinción masiva del Cretácico / Paleógeno. En 2016 participó en la Expedición IODP Chicxulub 364 (IODP-ICDP) ECORD en el Golfo de México  y en los proyectos ICDP de perforación del cráter de Chicxulub.
Ha coordinado proyectos y estudios sobre el impacto de Chicxulub, incluyendo el Instituto de Investigación de Estudios Avanzados Chicxulub y el Museo de Ciencias Chicxulub en Yucatán, así como estudios geofísicos marinos en la plataforma de carbonato de Yucatán. Su investigación se enfoca también en los estudios del Máximo Térmico Paleoceno-Eoceno y otros eventos hipertérmicos durante la Era Cenozoica, centrándose en comprender cómo se recuperó la vida después de una extinción masiva y las consecuencias del calentamiento global.
Ha sido presidenta, vicepresidenta y secretaria de Divulgación de la Unión Geofísica Mexicana (UGM). Es la editora fundadora de la Gaceta UGM y editora del Boletín Geos. También es miembro de la OWSD (Organization for Women in Science for Developing Countries) y del Cowen Award Committee. Desde 2017 fue designada coordinadora de los buques de oceanográficos Justo Sierra y El Puma de la UNAM. Los buques han navegado, realizando expediciones oceanográficas y geofísicas marinas en el Océano Pacífico Oriental, Golfo de California, Golfo de México y Mar Caribe.

## Proyectos de Investigación
Sus proyectos de investigación incluyen:
- Imágenes en 3D de los sitios de perforación dentro del cráter de Chicxulub: Buscando nuevos conocimientos sobre el sistema hidrotermal de impacto y la recuperación de la vida ”. PI. UNAM y Universidad de Texas - CONTEX.[13]
- Paleoceanografía y Paleoclimatología de los Mares Mexicanos. PI Instituto de Geofísica, UNAM.[14]
- Variabilidad climática del Pleistoceno Tardío-Holoceno en el sur del Golfo de California. PI. Instituto de Geofísica, UNAM[15]
- Cráter de impacto Chicxulub: Estudio de muestras de testigos de perforación, campo potencial y datos sísmicos). Investigador asociado colaborando con la interpretación de datos geoquímicos (isótopos estables)[16]
- Paleoceanografía y Paleoclimatología del sur del Golfo de California. PI. Instituto de Geofísica, UNAM[17]
- Proyecto UC-MEXUS en el Archipiélago de Revillagigedo, México y Proyecto Internacional en las Islas Galápagos. Investigador asociado colaborando con la interpretación de datos sedimentológicos y geoquímicos.[18]
- Proyecto cooperativo con la Fundación Charles Darwin y el parque nacional Galápagos (Gobierno de Ecuador). Subproyecto: Geoquímica y Sedimentología[19]
- Proyecto “Pánuco”. Subproyecto: Conjuntos de foraminíferos bentónicos en el río Pánuco y su relación con factores ambientales. IMP (Instituto Mexicano de Investigaciones Petroleras).[20]
- Parámetros oceanográficos y meteorológicos para la evaluación y diseño de estructuras fijas y líneas submarinas en la industria petrolera en la zona litoral de Tabasco. Subproyecto: Oceanografía. PI. IMP-PEMEX (empresa petrolera estatal de México)[21]
- Filtraciones de petróleo en el Golfo de México. Investigador asociado colaborador del análisis geoquímico de muestras sedimentarias.[22]
- Investigación sobre emisiones naturales y antropogénicas de las actividades costa afuera de PEMEX, la empresa petrolera estatal de México. Investigador asociado encargado de la interpretación de datos sedimentológicos y micropaleontológicos.[23]
- Paleoceanografía del Golfo de California, México.[24]
- Colaboración de estudiantes de posgrado.

## Premios y reconocimientos
- Premio Nacional de Periodismo 2018
- Medalla Sor Juan Inés de la Cruz 2015[25]
- Medalla Alfonso Caso 2000 por mérito académico UNAM